# .gy
.gy è il dominio di primo livello nazionale assegnato alla Guyana.
È amministrato dall'Università della Guyana.

## Domini di secondo livello
Sono disponibili i seguenti domini di secondo livello:
- .co.gy
- .com.gy
- .org.gy
- .net.gy
- .edu.gy
- .gov.gy